# Meredith (Nuevo Hampshire)
Meredith es un pueblo ubicado en el condado de Belknap en el estado estadounidense de Nuevo Hampshire. En el Censo de 2010 tenía una población de 6.241 habitantes y una densidad poblacional de 44,45 personas por km².

## Geografía
Meredith se encuentra ubicado en las coordenadas 43°37′52″N 71°29′55″O / 43.63111, -71.49861. Según la Oficina del Censo de los Estados Unidos, Meredith tiene una superficie total de 140.4 km², de la cual 103.37 km² corresponden a tierra firme y (26.37%) 37.03 km² es agua.

## Demografía
Según el censo de 2010, había 6.241 personas residiendo en Meredith. La densidad de población era de 44,45 hab./km². De los 6.241 habitantes, Meredith estaba compuesto por el 97.31% blancos, el 0.29% eran afroamericanos, el 0.18% eran amerindios, el 0.93% eran asiáticos, el 0% eran isleños del Pacífico, el 0.26% eran de otras razas y el 1.04% pertenecían a dos o más razas. Del total de la población el 1.06% eran hispanos o latinos de cualquier raza.